# 宮日こども新聞
宮日こども新聞（みやにちこどもしんぶん）は、宮崎県にある宮崎日日新聞社が、毎週土曜日に宮崎日日新聞の購読者全戸向けに無料で発行している、小学生とその保護者向けの新聞である。

## 概要
2012年5月5日（こどもの日）に創刊。タブロイド判のオールカラーで8 - 12ページ。
宮崎県内の子どもたちが投稿する俳句や短歌、詩を紹介する「こども宮日文芸」や、生き物や乗り物などのリアルな大きさを実感してもらう「実物大写真館」などがある。
イメージキャラクターはカッパがモチーフの「じゃーじゃ」と、その妹の「じゃーみー」である。